# Plätzchen

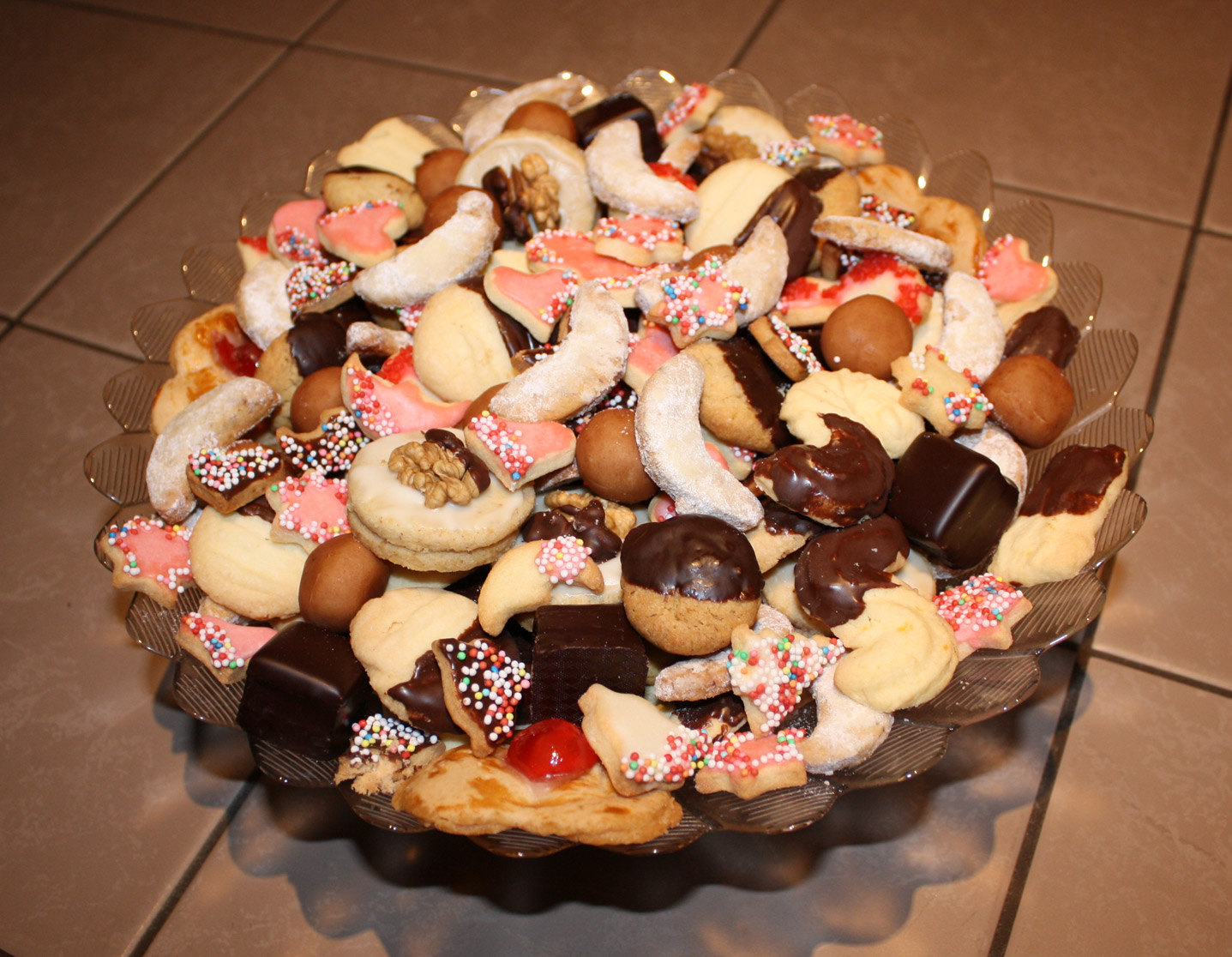
Plätzchen navideños.

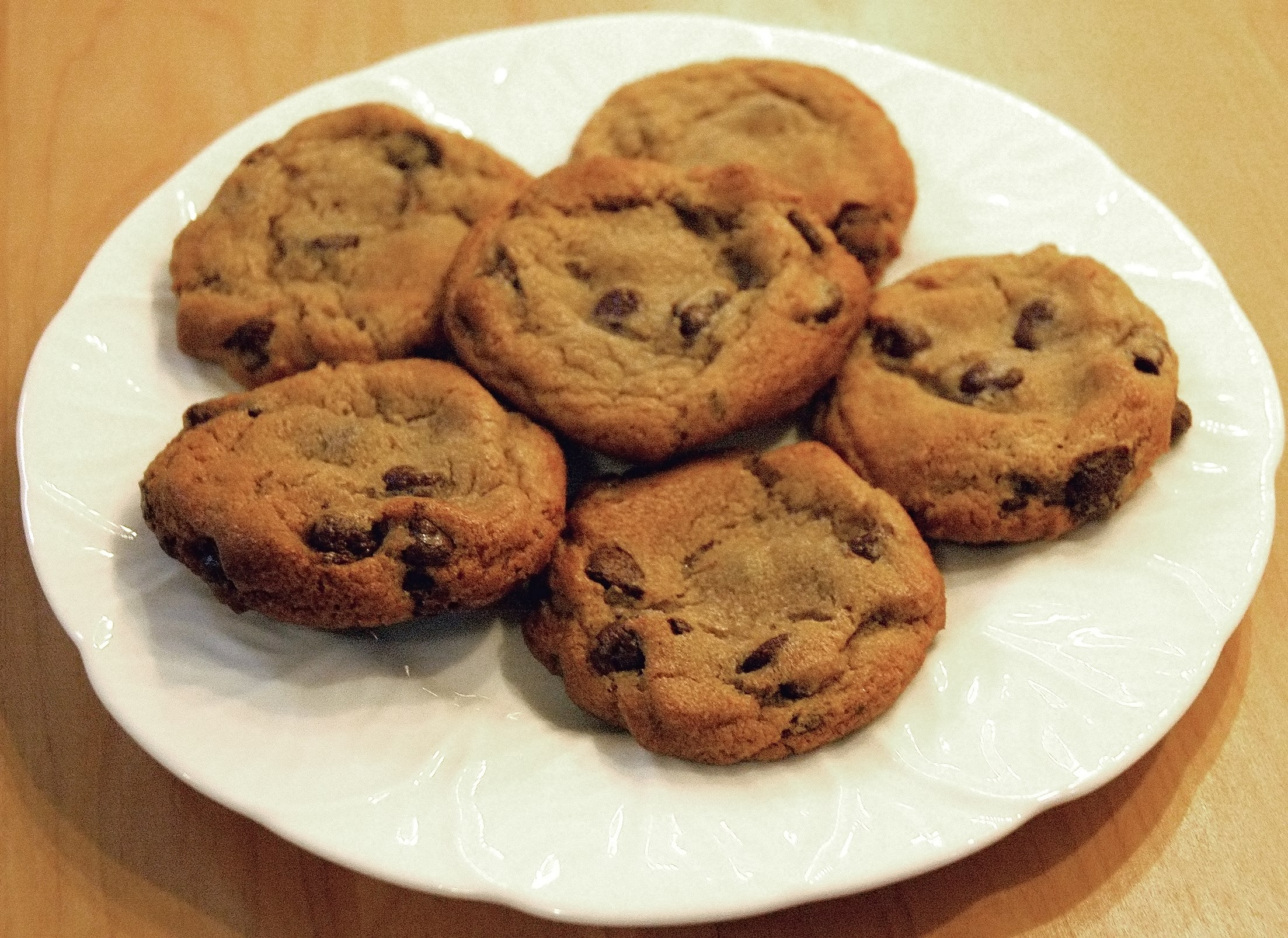
Plätzchen de chocolate.

Los Plätzchen son un tipo de galletas que se consumen especialmente en Navidad en los países de habla alemana. Plätzchen es un diminutivo de Platz, que quiere decir "pastel de forma plana", aunque también cabe la posibilidad de que venga de la voz latina placenta, "pastel". En el sur de Alemania reciben también los nombres de Platzerl, Brötle, Gutsle/Guatsle y Läuble y en Suiza son Güezi, Guetsli o Chrümli. En Austria suelen llamarse simplemente Kekse (galletas).
En Alemania es muy común que cada familia haga en Navidades sus propios Plätzchen. La receta varía mucho de una casa a otra. Los Plätzchen hechos a base de masa quebrada extendida con un rodillo se suelen cortar con utensilios de diversas formas. Las Spekulatius y las Springerle tienen en su superficie dibujos hechos con un molde. A otros tipos de Plätzchen como los Vanillekipferl o los Bethmännchen se les da forma a mano. Muchas veces, los Plätzchen reciben su nombre de un ingrediente particular (Anisplätzchen, Zimtsterne, Kokosmakronen). Los Plätzchen de tipo Mailänderli y Brunsli son solo típicos de Suiza. Las galletas de avena también son populares a partir del tiempo de Adviento y son conocidas como Haferflockenplätzchen.
La elaboración de Plätzchen se desarrolló según aumentaba el consumo de café, té y cacao en Alemania en el siglo XVIII; eran especialmente populares entre las damas de la alta sociedad, en cuyas reuniones se ofrecían galletas y pedazos de bizcocho. Como todos los productos de repostería, los Plätzchen fueron hasta bien entrado el siglo XIX un artículo de lujo, debido al alto precio del azúcar.

## Otras denominaciones
En Argentina, estas galletas han sido introducidas por la gran inmigración europea que recibió ese país y allí fueron renombradas como "masas vienesas" o "masas secas". La adaptación al gusto local a veces incluye dulce de leche, en especial como relleno entre dos galletas unidas al estilo de una oreo. 